# Nim szigete
A Nim szigete (eredeti cím: Nim's island)  2008-ban bemutatott ausztrál ifjúsági kalandfilm. Főszereplői Abigail Breslin, Jodie Foster és Gerard Butler. A történet Wendy Orr azonos című könyvén alapszik.
A történet három szálon fut a három főszereplővel, akik közben kapcsolatban vannak egymással. Egy fiatal lány, Nim egyedül marad néhány napig egy máskülönben lakatlan, csendes-óceáni szigeten, mert tengerbiológus apja a kutatásai miatt pár napra elhajózik, de viharba kerül és nem tud időben hazatérni a lányához, akinek kedvenc regényhőse Alex Rover. Az Alex Rover regények szerzője, aki súlyos agorafóbiás és San Franciscóban él, szeretne többet megtudni a szigetről, ezért félelmeit leküzdve odautazik, amikor megtudja, hogy a lány megsebesült. A lánynak eközben meg kell védenie a szigetet a „kalózok” ellen, akik el akarják foglalni.

## Cselekménye
|  | Alább a cselekmény részletei következnek! |

Nim (Abigail Breslin) tizenegy éves lány és tengerbiológus apjával egyedül él egy máskülönben lakatlan, csendes-óceáni szigeten, amin egy aktív tűzhányó található. Anyja, Emily, aki szintén tengeri élőlények kutatásával foglalkozott, Nim kicsi korában meghalt, a családi legenda szerint egy kék bálna nyelte el, mert a bálna megijedt egy közeli kalózhajótól. Nim apja Jack Rusoe (Gerard Butler), akit kizárólag egysejtű tengeri élőlények érdekelnek.
Nimnek van néhány barátja, akikkel szoros közelségben él: egy Selkie nevű fóka, egy Fred nevű gyík és egy Galileo nevű pelikán.
Jack egy alkalommal kétnapos tudományos adatgyűjtésre indul, amitől egy újfajta plankton, a protozoa nim felfedezését reméli, amit évek óta kutat. Azt javasolja Nimnek, hogy menjen vele, de Nim azzal érvel, hogy maradnia kell, mivel azokban a napokban várja a kis teknősök kikelését, amiknek segíteni akar. Megbeszélik Nimmel, hogy műholdas telefonon fogják tartani a kapcsolatot, ami az első nap végén meg is történik.
Nim szeret olvasni, kedvenc regényhőse Alex Rover, aki különféle életveszélyes kalandokba keveredik, de mindig kivágja magát. A könyvek írónője a San Franciscóban élő Alexandra Rover (Jodie Foster), aki súlyos agorafóbiában szenved, és az aktuális regényének írása közben elakad főhősének a vulkánból való kiszabadulásánál. Amikor meglátja a National Geographic magazin egyik címlapján a kis csendes-óceáni szigetet, amin egy aktív tűzhányó található, e-mailt ír a tengerbiológusnak, és az e-mailt „Alex Rover” néven küldi el, ami felvillanyozza Nimet. Jack távollétében az írónő kérdéseire Nim válaszol. (Alexandra Rover regényírás és később utazás közben nem csak látja az általa kitalált Alex Rovert, hanem vitatkozik is vele – ezt a szerepet is Gerard Butler játssza).
Alexandra a vulkánra vonatkozó kérdést tesz fel, ezért Nim felkerekedik és felmászik a vulkán pereméhez. Lefelé jövet megcsúszik, és bal sípcsontján egy csúnya seb keletkezik, amit meg is ír Alex Rovernek, akitől tanácsot és segítséget kér. Alexandra  ettől pánikba esik, mert fóbiája miatt hosszú ideje nem meri elhagyni a lakását. Alexandrában csak ekkor tudatosul, hogy nem Jack Rusoe asszisztensével társalog, hanem egy kislánnyal, aki segítségre szorul.
Jack Rusoe eközben a nyílt tengeren viharba került, a műholdas telefon antennája és a kis hajó árbóca eltört és víz ömlik be a hajótestbe, amit folyamatosan szivattyúzni kell. A hajó körül cápák kezdenek úszkálni. Jack nem tud jelentkezni, ezért Nim aggódni kezd.
Nim folyamatosan figyeli a látóhatárt egy távcsővel, apja visszatértét várva, ehelyett egy nagy kirándulóhajó tűnik fel, tele turistával. Először a hajó kapitánya és néhány matróz száll partra, és megfelelőnek tartják a szigetet a turisták „megkopasztására”. Nim úgy dönt, nem fedi fel magát és minden eszközt bevet, hogy a betolakodókat elűzze. Felmászik a vulkánhoz, és tüzet gyújt a belsejében, hogy a turisták azt higgyék, ki fog törni. Néhány szikladarabot is meglazít, amik alázuhannak. Az egyik szikla a vulkán belsejébe esik és rést üt a szilárd felszínen, ahonnan sűrű füst tör elő. A turisták pánikszerűen menekülni kezdenek.
Galileo a csőrével felragadja Nim szerszámostáskáját és Jackhez viszi, aki a szerszámokkal légcsavaros meghajtást eszkábál össze (ami azonban egy újabb viharban eltörik).
Alexandra tizenhat hete nem hagyta el az otthonát (még a postaládáig is nehezére esik kimenni), de rászánja magát, hogy a kislány segítségére siet (előtte hiába próbálja a helyi rendőrség segítségét kérni). Kalandos és viszontagságos út után megérkezik a szigethez, ahol főhőse, Alex közli vele, hogy elhagyja.
Nim nem örül neki, hogy a kalandregények főhőse helyett egy félős írónő érkezett hozzá, de sajnálatból befogadja. Másnap azonban már Alexandra vigasztalja meg, amikor Nim sírni kezd, hiszen logikusnak tűnik számára, hogy apja, aki minden szorult helyzetből kivágja magát, egész biztosan meghalt, ha négy nap elteltével sem jelentkezik. Ekkor váratlanul feltűnik Jack egy hevenyészett, széllel hajtott szörfdeszkán.
|  | Itt a vége a cselekmény részletezésének! |

## Szereposztás
| Szerep                  | Színész           | Magyar hang        | Megjegyzés         |
| ----------------------- | ----------------- | ------------------ | ------------------ |
| Nim Rusoe               | Abigail Breslin   | Laudon Andrea      | Jack 11 éves lánya |
| Alexandra Rover         | Jodie Foster      | Kisfalvi Krisztina | írónő              |
| Jack Rusoe / Alex Rover | Gerard Butler     | Czvetkó Sándor     | tengerbiológus     |
| Kapitány                | Michael Carman    | Melis Gábor        |                    |
| Russell                 | Alphonso McAuley  |                    |                    |
| Alice                   | Morgan Griffin    |                    |                    |
| Élelmezési tiszt        | Mark Brady        |                    |                    |
| Elsőtiszt               | Anthony Simcoe    |                    |                    |
| Zászlós                 | Christopher Baker |                    |                    |
| Edmund                  | Maddison Joyce    | Komáromi Márk      |                    |
| Edmund apja             | Peter Callan      | Kapácsy Miklós     |                    |
| Edmund anyja            | Rhonda Doyle      |                    |                    |
| Öreg halász             | Russell Butler    |                    |                    |

## Megjelenése
A Nim szigete 2008. augusztus 5-én jelent meg DVD-n.

## Bevételek
A nyitóhete alatti bevétele az USA-ban és Kanadában 13,3 millió amerikai dollár, ezzel a második helyre került a bevételek listáján. Összességében 100 millió dollár bevétele volt a 37 milliós költségvetéssel szemben. Az utolsó ismert adatok szerint a DVD-ből mintegy egy millió darabot adtak el, ami 18 millió dollár bevételt jelent.

## Fogadtatás
Az amerikai filmkritikusok véleményét összegző Rotten Tomatoes 51%-ra értékelte 101 vélemény alapján. A Metacritic  55/100-ra értékelte 23 vélemény alapján.

## Díjak, jelölések
jelölések
- 2008, Satellite Award, „legjobb ifjúsági DVD”
- 2008, Teen Choice Award, „legjobb színésznő”, akció-kaland kategória – Abigail Breslin
- 2008, Visual Effects Society Award, „kiemelkedő vizuális effektusok” – Camille Cellucci, Scott Gordon, Fred Pienkos, James Straus

## A film készítése
A film forgatása 2007 júliusának közepén kezdődött Ausztrália „Aranypartja” környezetében (Queensland), ahol megfelelő háborítatlan természet állt rendelkezésre.
Jack és Alex szerepére eleinte két színészt képzeltek el, de Jodie Foster javasolta, hogy mindkettőt Gerald Butler játssza el. Mark Levin társrendező szerint: „Láttuk, hogy meg van benne a képesség mindkét szerep eljátszására”.

## Forgatási helyszínek
- Bowen, Queensland, Ausztrália
- Hinchinbrook Island, Queensland, Ausztrália – ez jeleníti meg Nim szigetét[13]
- Port Douglas, Queensland, Ausztrália
- Warner Bros. Movieworld – Pacific Highway, Oxenford, Queensland, Ausztrália (stúdió)

## Érdekesség
- Nim a történet elején elmeséli, hogy anyja úgy halt meg, hogy egy kék bálna lenyelte. Ez lehetetlen, a kék bálna egy nagyobb narancsnál nagyobb tárgyat nem tud lenyelni. Mivel Nim még kicsi volt anyja halálakor, ezt a magyarázatot vagy az apja mondhatta neki, vagy Nim kiszínezte a tőle hallott történetet.
- Gerard Butler Alex Rover szerepében skót kiejtéssel beszél, Jack szerepében amerikai kiejtéssel.[14]
- A történetben Nim megadja a sziget földrajzi helyzetét Alexandrának: 20 fok déli szélesség, 162 fok nyugati hosszúság. A hely a Cook-szigetekhez tartozó Rarotongától északnyugatra van, amit Alexandra helikopterrel, hajóval, mentőcsónakkal majd motorcsónakkal közelíti meg. A távolság azonban a valóságban túl nagy, 270 km.
- Alexandra Rover San Franciscóban lakik, innen nagy repülőgéppel Borneóra repül, majd egy kisebb repülőgéppel Rarotongára (a filmben csak az indulás látható), innen motorcsónakkal Tuvalura, onnan helikopterrel a turistákat szállító hajóra (a pilóta a vihar miatt kénytelen leszállni – a hajó éppen arról a szigetről jön, ahova Alexandra szeretne eljutni). A hajón a kapitány gyanúsnak találja Alexandra viselkedését, aki egy mentőcsónakkal távozik.
- A szigeten lévő ház energiaszükségletét napelemek és szélenergia biztosítják.
- Abigail Bresnin maga úszott a fókával a víz alatti jelenetben, de a sziklamászásban dublőr helyettesítette. Jodie Fosternek is volt kaszkadőre, de a jelenetek többségét ő játszotta.[15]

## Zenei anyag
A film zenei anyagát a díjnyertes Patrick Doyle készítette. A felvételek a Hollywood Studio Symphony közreműködésével készültek a Sony Scoring Stage helyszínén, a 2008. február 3-ai héten.
A film befejező képsorai alatt a U2 együttes Beautiful Day című száma hallható.
A film zenei anyaga 2008. április 8-án jelent meg a Varèse Sarabande kiadásában.

## Folytatás
A film folytatása, a Return to Nim's Island („Visszatérés Nim szigetére”) a tervek szerint 2013. március 21-én jelenik meg, közvetlenül DVD-re.
Abigail Breslin szerepét Bindi Irwin veszi át, Toby Wallace játssza Edmundot, Matthew Lillard játssza Gerard Butler szerepét.

## Fordítás
- Ez a szócikk részben vagy egészben  a   Nim's Island című angol Wikipédia-szócikk fordításán alapul.  Az eredeti cikk szerkesztőit annak laptörténete sorolja fel. Ez a jelzés csupán a megfogalmazás eredetét és a szerzői jogokat jelzi, nem szolgál a cikkben szereplő információk forrásmegjelöléseként.